# Gergely Karácsony
Dans le nom hongrois Karácsony Gergely, le nom de famille précède le prénom, mais cet article utilise l’ordre habituel en français Gergely Karácsony, où le prénom précède le nom.
Gergely Karácsony, né le 11 juin 1975 à Fehérgyarmat, est un homme politique hongrois.
Membre de La politique peut être différente (LMP), qu'il quitte en 2013 pour co-fonder le Parti du dialogue pour la Hongrie (PM), une formation écologique de centre gauche, il est député à l'Assemblée hongroise entre 2010 et 2014, bourgmestre du 14e arrondissement de Budapest de 2014 à 2019 et bourgmestre principal de Budapest depuis octobre 2019.

## Biographie

### Situation personnelle
Gergely Karácsony étudie la sociologie à l'université Loránd Eötvös, à Budapest, de 1995 à 2000, puis travaille pour la société d'études d'opinion et de marché Medián. En parallèle, il est enseignant à l'Institut de sciences politiques de l'université Corvinus de Budapest à partir de 2004, puis professeur assistant de 2008 à 2012. Ses recherches portent sur le comportement et les campagnes électorales, l'opinion politique et les systèmes électoraux. Il travaille comme consultant pour la Chancellerie d'État hongroise de 2002 à 2008.

### Parcours politique
En 2009, Gergely Karácsony rejoint le nouveau parti écologique La politique peut être différente (LMP) et se présente aux élections législatives de 2010, lors desquelles il est élu. Il prend ensuite la présidence du groupe parlementaire du parti, avec Benedek Jávor et Tímea Szabó.
Avant les élections législatives de 2014, il affiche son désaccord avec LMP, qui a rejeté les propositions de coopération avec les autres partis d'opposition. Avec Benedek Jávor et Timea Szabó, il fonde le parti le Parti du dialogue pour la Hongrie (PM), qui rejoint l'Alliance du centre gauche Összefogás en vue des législatives. Il se présente dans le 16e arrondissement de Budapest, mais est battu par Kristóf Szatmáry du Fidesz.
Lors des élections municipales de 2014, il est élu bourgmestre du 14e arrondissement de Budapest.
Il est tête de liste d'une coalition rassemblant sa formation, le PM, et le Parti socialiste hongrois (MSzP) aux élections législatives de 2018. La coalition finit troisième (11,9 %), derrière Jobbik (19,1 %) et le Fidesz de Viktor Orbán (49,3 %). Élu parlementaire, Karácsony renonce à son mandat pour se consacrer à sa fonction de maire d'arrondissement.
Lors des élections municipales de 2019 à Budapest, il est désigné candidat commun de l'opposition au terme de deux élections primaires et sa campagne est soutenue et financée par une large coordination électorale comprenant sa formation PM, le MSzP, Momentum, la Coalition démocratique (DK) et le LMP,. À l’issue de l'unique tour du scrutin, avec 50,86 % des suffrages exprimés, il est élu face au bourgmestre principal sortant, István Tarlós, soutenu par le Fidesz et le KDNP,. Le parti d'extrême droite Jobbik et le parti satirique du chien à deux queues n'avaient pas présenté de candidatures concurrentes afin de faire chuter le Fidesz.
En mai 2021, six partis d'opposition forment une coalition contre le Fidesz et Viktor Orbán pour les élections nationales de 2022. Gergely Karácsony se présente pour être le candidat à la fonction de Premier ministre au nom des partis PM, MSZP et LMP à l’occasion de l’élection primaire de 2021. Arrivé deuxième au premier tour, il se retire et rallie Péter Márki-Zay, qui l’emporte,.